# Jayden Daniels
Jayden Daniels (San Bernardino, 18 dicembre 2000) è un giocatore di football americano statunitense che milita nel ruolo di quarterback per i Washington Commanders della National Football League (NFL). Nel 2023 ha vinto l'Heisman Trophy, il massimo riconoscimento individuale nel football universitario.

## Carriera universitaria

### Arizona State
Daniels si impegnò ad iscriversi ad Arizona State il 13 dicembre 2018. Si diplomò in anticipo per potersi iscrivere ad Arizona State nel gennaio 2019. Nella sua prima stagione superò il titolare Dillon Sterling-Cole nel training camp, facendone il primo quarterback al primo anno di sempre a partire come titolare per i Sun Devils. Daniels guidò la squadra a vittorie contro diversi avversari presenti nella classifica dell'Associated Press, incluso Oregon al numero 6. Per la sua prestazione in quella partita fu premiato come giocatore offensivo della settimana e come freshman della settimana della Pac-12 Conference. A fine anno fu menzione onorevole per il premio di freshman offensivo dell'anno della Pac-12. Nel Sun Bowl guidò i Sun Devils alla vittoria per 20-14.
Nella stagione 2020 accorciata per il COVID-19, Daniels fu titolare in tutte e quattro le gare, con un record di 2-2. Nella Territorial Cup passò due touchdown con un passer rating di 296,8 nella vittoria per 70–7 sugli Arizona. Nel 2021 Daniels portò i Sun Devils a un record di 8–5 ma faticò nei passaggi, con 10 touchdown e 10 intercetti subiti.
Prima della stagione 2021, la NCAA annunciò che Arizona State era sotto indagine per diverse violazioni nei reclutamenti. Pete Thamel riportò che la madre di Daniels aveva pagato più di 1.100 dollari in voli aerei per i prospetti.

### LSU

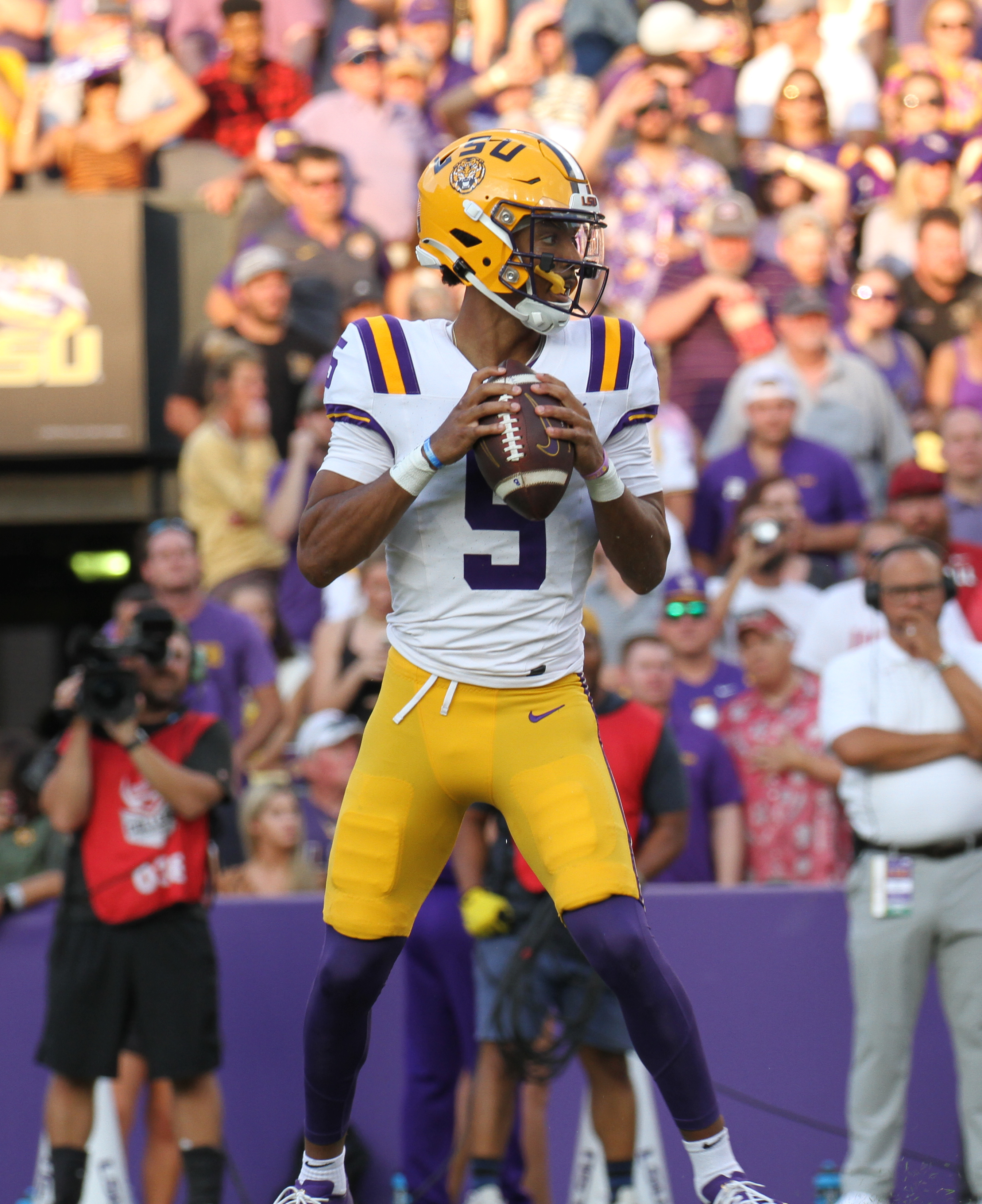
Daniels a LSU nel 2023

Nel 2022 Daniels si trasferì alla Louisiana State University per giocare per i Tigers. Nella sua prima stagione passò 2.913 yard, 17 touchdown, 3 intercetti e 11 touchdown su corsa, portando la squadra a un record di 10-4.
L'11 novembre 2023 Daniels passò 372 yard e 3 touchdown e corse per 234 yard e altri 2 touchdown nella vittoria per 52–35 sui Florida Gators. Divenne così il primo giocatore nella storia della FBS a fare registrare almeno 350 yard passate e 200 yard corse nella stessa partita. Il 4 dicembre fu annunciato come uno dei quattro finalisti dell'Heisman Trophy dopo avere concluso la stagione con 3 812 yard passate, 40 touchdown, 4 intercetti e 10 marcature su corsa. Cinque giorni dopo fu annunciato come il vincitore, davanti a Michael Penix Jr., Bo Nix e Marvin Harrison Jr. Fu il terzo giocatore della storia di LSU ad aggiudicarsi il premio, dopo Joe Burrow e Billy Cannon. Inoltre vinse il Walter Camp Award, il premio di giocatore di college dell'anno dell'Associated Press, il Davey O'Brien Award, il Manning Award e il premio di giocatore offensivo dell'anno della Southeastern Conference.

## Carriera professionistica

### Washington Commanders

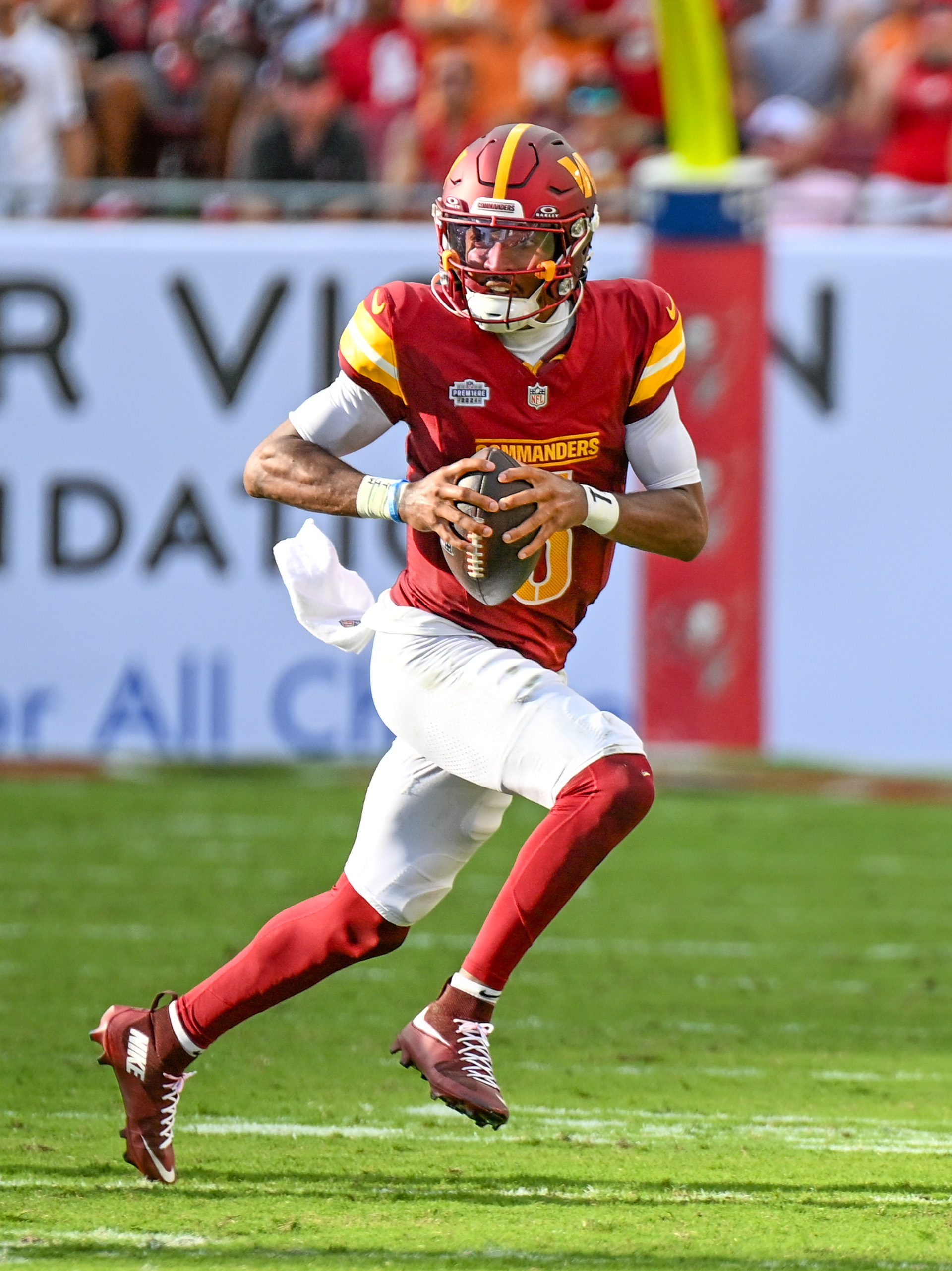
Daniels nella prima gara in carriera contro i Tampa Bay Buccaneers

Daniels era considerato dagli analisti uno dei migliori quarterback selezionabili nel Draft NFL 2024 e una delle prime scelte assolute. Il 25 aprile 2024 fu selezionato come secondo assoluto dai Washington Commanders. Il 14 giugno 2024 firmó il suo contratto da rookie: un accordo quadriennale da 37,75 milioni di dollari di cui 24,3 milioni garantiti alla firma e con un'opzione di rinnovo per un quinto anno.

#### Stagione 2024
Il 19 agosto 2024 fu nominato quarterback titolare per l'inizio della stagione regolare. Nella prima gara in carriera ebbe alti e bassi, terminando con 184 yard passate (con solo passaggio completato da più di 10 yard) e guidando la squadra con 88 yard e 2 touchdown su corsa, nella sconfitta contro i Tampa Bay Buccaneers per 20-37. La sua prestazione gli valse il premio di rookie della settimana. Nella settimana che precedette la gara del secondo turno, il suo capo-allenatore Dan Quinn enfatizzò il fatto che Daniels dovesse principalmente focalizzarsi sul gioco sui passaggi e il giocatore rispose con 23 passaggi completati su 29 per 226 yard contro i New York Giants, dove arrivò la prima vittoria per 21-18, anche se i Commanders non segnarono alcun touchdown. Nella gara del terzo turno, la vittoria 38-33 contro i Cincinnati Bengals, Daniels fece un'altra prestazione di rilievo col 91% di passaggi completati (record per un rookie quarterback), 254 yard lanciate e due touchdown passati a cui aggiunse 12 corse per 39 yard e un touchdown. La sua percentuale di completamento dei passaggi dell'80,3% nell'arco di tre partite fu la seconda migliore della storia della NFL dopo l'80,6% di Drew Brees nel 2018. Per questa prestazione fu premiato come miglior giocatore offensivo della NFC della settimana e, per la seconda volta in stagione, come rookie della settimana. Nella partita successiva Daniels si distinse ancora guidando i Commanders nella larga vittoria 42-14 contro gli Arizona Cardinals in cui completò 26 passaggi su 30 tentati, con una percentuale del 86,7%, per 233 yard, un touchdown passato, un intercetto e un passer rating di 96,3 oltre a otto corse per 47 yard e un touchdown. La sua prestazione gli valse il riconoscimento di quarterback della settimana e per la terza volta di rookie della settimana. Con questa gara stabilì inoltre vari record della lega, come la più alta percentuale di passaggi completati in quattro gare consecutive (minimo 100 passaggi tentati) con 82,1%, divenne il primo giocatore a completare almeno l'85% dei passaggi in più gare consecutive e eguagliò il record di Lamar Jackson per il maggior numero di gare consecutive con almeno il 70% di passaggi completati e 35 yard guadagnate su corsa, con quattro gare. Alla fine di settembre fu premiato come rookie offensivo del mese in cui guidò la NFL con una percentuale di completamento dell'82,1%.
Nella gara del quinto turno, la vittoria 34-13 contro i Cleveland Browns, Daniels completò 14 passaggi su 25 per 238 yard, un touchdown e un intercetto più 11 corse per 82 yard, diventando il primo rookie nella storia delle NFL ad avere oltre 1.000 yard passate e 250 yard corse nelle sue prime cinque gare in carriera. In quel turno, così come nel successivo, fu premiato nuovamente come rookie della settimana. Nel settimo turno fu costretto a lasciare la gara contro i Carolina Panthers per un infortunio alle costole prima della fine del primo quarto, non facendo più ritorno in campo. Tornò nella gara successiva contro i Chicago Bears, guidati dalla prima scelta assoluta del draft 2024 Caleb Williams: con i Commanders in svantaggio di tre punti a due secondi dal termine, Daniels rovesció l'esito della partita lanciando un Hail Mary pass da 52 yard ricevuto in end zone da Noah Brown, portando così la squadra di Washington alla vittoria 18-15 e chiudendo con 326 yard e un touchdown passati più 52 yard guadagnate su corsa. Per la seconda volta in stagione fu premiato come quarterback della settimana e per la sesta volta come rookie della settimana. Nella partita del nono turno guidò i Commanders alla vittoria 27-22 contro i New York Giants lanciando per 209 yard e due touchdown, mostrando grande maturità nella gestione del gioco e venendo premiato per la settima volta come rookie della settimana.
Dopo tre sconfitte consecutive, Washington tornò alla vittoria nel tredicesimo turno contro i Tennessee Titans per 42-19, con Daniels che passò 206 yard, 3 touchdown, un intercetto e segnò un quarto touchdown su corsa. Per l'ottava volta in stagione fu premiato come roolkie della settimana. Nella gara del quindicesimo turno, la vittoria di misura 20-19 contro i New Orleans Saints, Daniels completò 25 passaggi su 31, per 226 e due touchdwon, a cui aggiunse anche 66 yard su corsa, venendo premiato per la nona volta come rookie della settimana. Nel turno successivo interruppe una striscia di dieci vittoria consecutive dei Philadelphia Eagles diventando il terzo giocatore della storia con 5 touchdown passati (record NFL per un rookie pareggiato) e almeno 75 yard corse nella stessa gara. Fu premiato per la terza volta in stagione come quarterback della settimana e per la decima volta, record della NFL, come rookie della settimana. Nel penultimo guidó Washington alla vittoria ai tempi supplementari contro gli Atlanta Falcons che diede alla sua squadra la qualificazione ai playoff con 227 yard passate, 3 touchdown e un intercetto, oltre a un massimo stagionale di 127 yard corse che gli consentirono di superare il record stagionale NFL di yard corse per un quarterback rookie appartenente a Robert Griffin III. Fu nuovamente premiato rookie della settimana, migliorando il primato della lega per le vittorie ottenute di tale premio, arrivando ad 11.
Al termine della stagione regolare fu selezionato per il suo primo Pro Bowl dopo avere terminato con 3.568 yard passate, 25 touchdown, 9 intercetti e corso 891 yard con 6 touchdown su corsa. Fu inoltre premiato come rookie dell'anno e come miglior rookie offensivo dell'anno e si classificò settimo nel premio di MVP della NFL. Il suo hail mary contro Chicago fu inoltre premiato come la migliore giocata dell'anno.
I Commanders si piazzarono al secondo posto della division, centrando una wild card per i playoff con un record di 12-5, il loro migliore dal 1991. Nel primo turno della post-season Daniels divenne il quarto quarterback rookie della storia a vincere una gara di playoff in trasferta grazie al successo sui Buccaneers, in quella che fu la prima vittoria dei Commanders nella post-season dal 2005. La sua partita terminò con 24 passaggi completati su 35 per 268 yard e 2 touchdown. La settimana successiva Washington batté clamorosamente in trasferta anche i Detroit Lions, la squadra con il miglior record della NFL, con Daniels che passó 299 yard e 2 touchdown con un passer rating di 122,9, portando la sua squadra in finale di conference per la prima volta dal 1991. In quella partita batté il record di Andrew Luck per yard totali guadagnate da un rookie (inclusi i playoff). La corsa di Washington si chiuse la settimana successiva contro gli Eagles.

## Palmarès
- Convocazioni al Pro Bowl: 1

2024
- Giocatore offensivo della NFC della settimana: 1

3ª del 2024
- Quarterback della settimana: 2

4ª, 8ª e 16ª del 2024
- Rookie offensivo dell'anno - 2024
- Rookie dell'anno - 2024
- Rookie offensivo del mese: 1

settembre 2024
- Rookie della settimana: 11

1ª, 3ª, 4ª, 5ª, 6ª, 8ª, 9ª, 13ª, 15ª, 16ª e 17ª del 2024
- PFWA All-Rookie Team - 2024

## Statistiche

### Stagione regolare
| 2024   | WAS    | 17 | 17 | 331 | 480 | 69,0 | 3 568 | 7,4 | 86 | 25 | 9 | 100,1 | 148 | 891 | 6,0 | 46 | 6 | 47 | 238 | 5 | 0 | 12-5-0 |
| Totale | Totale | 17 | 17 | 331 | 480 | 69,0 | 3 568 | 7,4 | 86 | 25 | 9 | 100,1 | 148 | 891 | 6,0 | 46 | 6 | 47 | 238 | 5 | 0 | 12-5-0 |

### Play-off
| 2024   | WAS    | 2 | 2 | 46 | 66 | 69,7 | 567 | 8,6 | 58 | 4 | 0 | 116,2 | 29 | 87 | 3,0 | 15 | 0 | 1 | 0 | 0 | 0 | 2-0 |
| Totale | Totale | 2 | 2 | 46 | 66 | 69,7 | 567 | 8,6 | 58 | 4 | 0 | 116,2 | 29 | 87 | 3,0 | 15 | 0 | 1 | 0 | 0 | 0 | 2-0 |

Fonte: Pro Football Reference